# 斑柄鸚竺鯛
斑柄鸚竺鯛（学名：Ostorhinchus fleurieu）又稱黄身天竺鲷、斑柄天竺鲷，俗名大目側仔，为天竺鲷科天竺鲷属的鱼类。该物种的模式产地在太平洋。

## 分布
本魚分布於印度洋－西太平洋區，包括東非、南非、紅海、塞席爾群島、印度、斯里蘭卡、緬甸、馬來西亞、中國、台灣、日本、越南、印尼、菲律賓、巴布亞紐幾內亞、澳洲、密克羅尼西亞等海域。

## 深度
水深1至97公尺。

## 特徵
本魚體延長而側扁，眼大，口大略下位，前鰓蓋骨脊光滑，邊緣有鋸齒。魚體呈金黃色，吻端至眼下具藍色縱紋，尾柄處有一黑色圓形斑塊。背鰭硬棘8枚；背鰭軟條9枚；臀鰭硬棘2枚；臀鰭軟條8枚；脊椎骨24個。體長可達14.2公分。

## 生態
本魚生活於熱帶海域，喜群游於獨立礁上半部之邊緣區或大型礁洞中。屬肉食性，以底棲甲殼類為食。繁殖期時，雄魚具有口孵習性，卵約7日化成仔魚，由雄魚吐出，具短暫的仔魚飄浮期。

## 經濟利用
可食用，通常做下雜魚處理，製成魚粉當飼料，亦可當作觀賞魚。